# Doktorzy honoris causa Akademii Górniczo-Hutniczej
Doktorzy honoris causa AGH

## Przed II wojną światową
- 1923
  - Hieronim Kondratowicz
  - Stanisław Wojciechowski
  - Wojciech Korfanty
  - Leon Syroczyński
- 1934
  - Ignacy Mościcki
  - Stanisław Surzycki
- 1935
  - Aleksander Ciszewski
  - Karol Bohdanowicz
- 1936
  - Czesław Peche(inne języki)
  - Edward Windakiewicz
- 1937
  - Carl Axel Fredrik Benedicks(inne języki)
  - Michał Grażyński
  - Witold Sągajłło(inne języki)
  - Tomisław Morawski
- 1939
  - Albert Portevin(inne języki)

## Polska Rzeczpospolita Ludowa
- 1945
  - Maksymilian Tytus Huber
- 1947
  - Roman Rieger
- 1960
  - Walery Goetel
- 1964
  - Aleksander Krupkowski
- 1967
  - Gieorgij Wiaczesławowicz Kurdiumow
  - Bolesław Krupiński
- 1969
  - Stanisław Gołąb
  - Jack Nutting(inne języki)
  - Wacław Olszak
  - Aleksandr Wasilewicz Sidorenko
  - Stefan Ziemba
- 1971
  - Sigward Arne Eklund
- 1973
  - Tadeusz Sendzimir
- 1974
  - Wiaczesław Pietrowicz Jelutin
  - Teodor Józef Błachut
- 1975
  - Lew Nikołajewicz Kiell(inne języki)
- 1976
  - Aleksander Onisimowicz Spiwakowski(inne języki)
- 1979
  - Marian Mięsowicz
  - Jerzy Litwiniszyn
  - Franciszek Kaim
  - Jan Anioła
  - Jerzy Grzymek
- 1981
  - Tadeusz Kochmański
- 1982
  - Ignacy Malecki
- 1984
  - Adam Bielański
  - Andrzej Bolewski
  - Kurt Lücke(inne języki)
  - Zygmunt Kowalczyk
- 1985
  - Roman Krajewski
- 1986
  - Konstantin Wasilewicz Frołow
- 1989
  - Stefan Węgrzyn
  - Wacław Adam Leskiewicz
  - Tadeusz Rumanstorfer
  - Paul Hagenmuller

## III Rzeczpospolita
- 1990
  - Claus Marx
  - Zbigniew Basiński(inne języki) (zm. 1999)
- 1992
  - Leslie Webster Shemilt(inne języki)
  - Jean Philbert(inne języki)
- 1993
  - Ludger Szklarski
  - Zygmunt Kawecki
  - Erhard Busek
  - Heinz Riesenhuber
- 1994
  - Antoni Stanisław Kleczkowski
  - Stanisław Knothe
  - Stanisław Gorczyca
  - Jan Stefan Manitius
- 1995
  - Edward Görlich
  - Andrzej Władysław Oleś
- 1996
  - Zbigniew Osiński
  - Michał Heller
- 1997
  - Jan Janowski
  - Henryk Górecki
- 1999
  - Eduardo Frei Ruiz-Tagle (21 kwietnia)
  - Gareth Thomas(inne języki) (5 maja)
  - Adam Dziewoński (24 czerwca)
  - Maciej Grabski (25 czerwca)
  - Giennadij Grigoriewicz Piwniak(inne języki) (29 września)
  - Andrzej Hrynkiewicz (20 października)
  - Roman Pampuch (3 listopada)
  - Adam Morecki (8 grudnia) (zm. 2001)
- 2000
  - Jan Paweł II (2 lutego) wręczony w maju 2000
- 2001
  - Zbigniew Engel (19 września)
  - Harold Kroto (10 października)
- 2002
  - Rudolf Schuster 30 stycznia
  - Jerzy Seidler (6 lutego)
  - Jan Węglarz (16 października)
  - Reiner Kopp
  - Zbigniew Górny
- 2004
  - Czesław Cempel (16 lutego)
  - Adam Chrzanowski(inne języki) (20 października)
  - Roman Teisseyre (7 grudnia)
- 2005
  - Roman Ney (8 czerwca)
- 2006
  - Bogdan Jerzy Ney (20 czerwca)
  - Józef Nizioł (13 września)
  - Jan Lech Lewandowski (25 października)
- 2008
  - Wiesław Ochman
  - Manuel Ricardo Ibarra(inne języki)
  - Jurij Szuwałow
  - Jan Szargut
- 2009
  - Czesław Olech
- 2010
  - Zdzisław Samsonowicz
  - Jurgen Michael Honig
  - Jerzy Buzek
  - Zdzisław Bieniawski(inne języki)
- 2013
  - Lakshmi Mittal
  - Herbert Wirth
  - Dan Szechtman

- 2014
  - Alan Lindsay Greer
  - Leszek Rutkowski

- 2015
  - Tadeusz Kaczorek
  - N.R. Narayana Murthy

- 2016
  - Nguyen Van Giang

- 2017
  - Elon Musk[1]
- 2019
  - Alberto Sangiovanni-Vincentelli(inne języki)[2]

- 2021
  - Janusz Mroczka
  - Wojciech Hubert Żurek[3]